# Віцкань
Віцкань, Віцкані (рум. Vițcani) — село у повіті Ботошані в Румунії. Входить до складу комуни Киндешть.
Село розташоване на відстані 390 км на північ від Бухареста, 40 км на північний захід від Ботошань, 135 км на північний захід від Ясс.

## Населення
За даними перепису населення 2002 року у селі проживали 373 особи, усі — румуни. Усі жителі села рідною мовою назвали румунську.